# 日本—拉丁美洲關係
日本—拉丁美洲关系，指的是日本与拉丁美洲诸国之间从19世纪持续至今的关系。

## 概况
在拉丁美洲地区，日本与秘鲁、巴西等国家有着悠久的外交关系。自19世纪末以来，大量的日本人涌进拉丁美洲。 在过去十年中，有两大因素促进了日本和拉丁美洲诸国这跨太平洋关系的深化：首先，在21世纪之交，日本将其外交政策从传统上强调多边概念转变为强调区域主义以抵御竞争力削弱。其次，拉丁美洲国家，特别是拉美国家的经济增长率和政治稳定率都很高，使得该地区对外国投资者更具有吸引力。

## 日本与各拉丁美洲国家关系具体事例

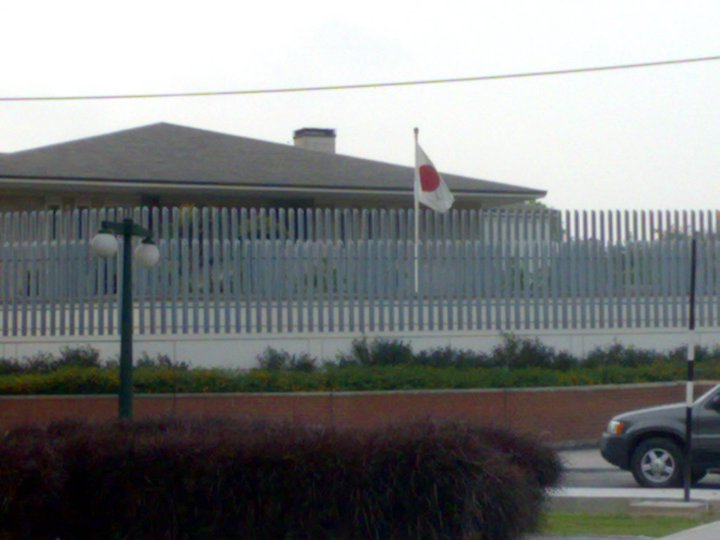
日本驻秘鲁大使馆

### 巴西
巴西—日本关系是指巴西和日本的双边关系。 日本在1895年首次与巴西建立外交关系。第二次世界大战后，日本提供外援来促进与巴西的贸易。

### 哥伦比亚
哥伦比亚—日本关系是指哥伦比亚共和国与日本的外交关系。 这种关系于1908年正式建立，但随着第二次世界大战形势的高涨，两国在1942年至1954年间中断关系。 1957年，两国大使馆的地位得到恢复。目前两国关系主要基于商业贸易、文化交流和技术以及慈善援助。

### 巴拉圭
日本与巴拉圭在1919年11月17日建立外交关系。

### 乌拉圭
日本与乌拉圭在1921年建立外交关系。

### 委内瑞拉
日本与委内瑞拉在1938年8月建立外交关系。

## 文化交流
来自日本的移民不仅将日本文化带入了拉丁美洲。他们还引进了密集的农业系统、亚洲作物以及农业合作社的概念。